# Backverfahren

Herstellung von Sulfanilsäure aus Anilin und Schwefelsäure.

Das Backverfahren ist eine Methode zur Herstellung von Aminosulfonsäuren, ausgehend von Sulfaten verschiedener aromatischer Amine (beispielsweise von Anilin) durch trockenes Erhitzen (Backen) auf etwa 180–200 °C. So entsteht aus Anilinsulfat über die Sulfaminsäure als Zwischenstufe Sulfanilsäure. Das Backverfahren erlaubt somit die Sulfonierung aromatischer Amine ohne vorheriges Schützen der Aminofunktion. In der Technik wird statt des trockenen Erhitzens der Sulfate das Reaktionsgemisch oft in hochsiedenden indifferenten Lösungsmitteln erwärmt und das entstehende Wasser durch Abdestillieren ausgeschleust.